# Autoroutes et tunnel du Mont-Blanc
 (mai 2025).
Autoroutes et tunnel du Mont-Blanc (ATMB), initialement appelée « société concessionnaire française pour la construction et l'exploitation du tunnel routier sous le Mont-Blanc » (STMB), est une société fondée en 1957 par l'État français, l'État italien et la ville et le canton de Genève, pour construire et exploiter le tunnel du Mont-Blanc, conjointement avec une société italienne (SITMB), car le tunnel doit relier France et Italie en passant sous le massif du Mont-Blanc. Le tunnel ouvre en 1965.
En 1968, le gouvernement français lui confie en complément la construction de « l'Autoroute Blanche », une section de l'A40, qu'elle exploite depuis 1973. En 2010, l'État français lui confie aussi l'exploitation de la « Route Blanche », portion de la RN 205 arrivant en entrée du tunnel.
ATMB assure une mission de service public ; elle est détenue majoritairement par l'État et les collectivités territoriales, à hauteur de 91,3 %. Elle est titulaire d’un contrat de concession avec l’État français jusqu’en 2050.
Sa spécialisation est « exploitant d'infrastructures tunnelières et de montagne, concessionnaire, acteur de mobilité ».

## Activité

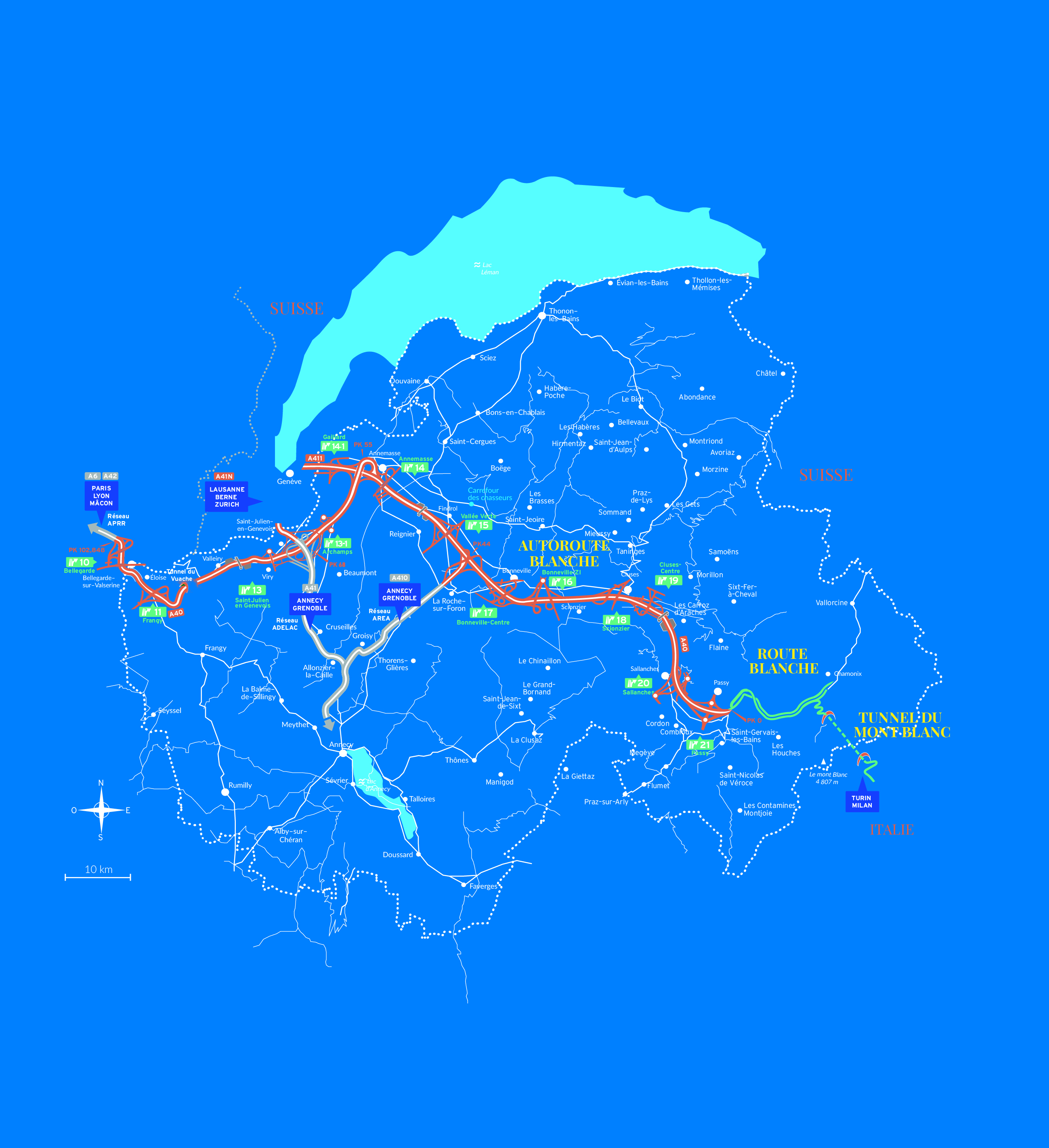
Le réseau ATMB (2017).

L'État a confié à ATMB la concession de l'autoroute A40 (« Autoroute Blanche »), entre Genève et Passy en Haute-Savoie, de la route nationale RN 205 (« Route Blanche »), qui dessert la vallée de Chamonix, ainsi que de la partie française du tunnel du Mont-Blanc, qui relie Chamonix à Courmayeur en Italie.
Les conditions d'exploitation très spécifiques qui résultent d'un réseau autoroutier situé au cœur d'un des massifs les plus hauts d'Europe, culminant à plus de 1 200 mètres d'altitude, expliquent un ratio d'effectifs au kilomètre très élevé. Au total, 258 agents sont chargés des 11,6 km du tunnel du Mont-Blanc et 343 collaborateurs gèrent les 130 km des « Autoroute Blanche » et « Route Blanche ».
L'enquête portant sur l'incendie du tunnel du Mont-Blanc en 1999, incendie qui a causé la mort de 39 personnes, a révélé de nombreuses insuffisances et dysfonctionnements en matière de sécurité. Le président d'ATMB Rémy Charbon a d'ailleurs été condamné à ce titre à 2 ans de prison avec sursis en 2005,.
Du fait des dégâts provoqués par l'incendie, et des manquements relevés par l'enquête, ATMB et SITMB ont réalisé plus de deux ans de travaux et investi 400 millions d’euros pour rénover le tunnel, qui a rouvert au public en 2002. Pour assurer la sécurité du tunnel du Mont-Blanc, son exploitation a été confiée en 2002 à des équipes franco-italiennes qui agissent pour le compte des sociétés ATMB et SITMB. La gestion de la société, faisant objet de controverse dans les années 1990, a entre-temps été intégralement revue.
Bénéficiant d'une situation de monopole, la société ATMB est très rentable, mais son fonctionnement présente plusieurs enjeux stratégiques compte tenu du rôle de son réseau dans les échanges commerciaux entre la France et l'Italie et dans la desserte des communes locales qui bénéficient d'un réseau secondaire et de transports en commun sous-dimensionné.
En 2014, ATMB a inauguré le premier centre d’exploitation autoroutier « haute qualité environnementale » (HQE) de France à Bonneville. Ce centre permet la préservation de la ressource en eau, la gestion améliorée des déchets et une utilisation optimisée de l'énergie.
En matière de préservation de l’environnement, ATMB est à l’origine de deux expérimentations. D’une part, une nouvelle offre commerciale « Je Covoit’ », en partenariat avec le pôle métropolitain du Genevois français, qui encourage financièrement les covoitureurs en cofinançant le trajet des passagers. D’autre part, en partenariat avec le canton de Genève, ATMB prolonge de deux ans l’ouverture d’une voie réservée au covoiturage au passage de la douane de Thônex-Vallard.
ATMB investit chaque année en moyenne 50 millions d'euros. En 2022, ce sont 52 millions d’euros qui seront investis pour la sécurité, l’environnement, le service aux clients et aux territoires.

## Actionnariat
- État français[3] : 67,30 %
- Départements de la Haute-Savoie et de l'Ain : 18,62 %
- Canton et ville de Genève : 5,41 %
- Compagnies d'assurances françaises : 4,76 %
- Établissements financiers français et suisses : 2,39 %
- Divers : 1,30 %
- Personnel ATMB (à titre individuel) : 0,22 %

## Liste des présidents successifs
- Edmond Giscard d'Estaing : 1957-1966
- Marc Jacquet : 1966-1967
- Édouard Balladur : 1968-1980
- Maurice Herzog : 1981-1984
- Michel Girand : 1984-1989
- Charles Salzmann : 1989-1992
- Ivan Barbot : 1992-1994
- Michel Jau : 1994-1996
- Rémy Chardon : 1996-2001
- Gilbert Santel : 2001-2007
- Gérard de Pablo : 2007-2010
- Hugues Hourdin : 2010-2013
- François Drouin : 2013- 4 mai 2017[8]
- Thierry Repentin : 2017-2022[2]
- Christophe Castaner : 2022-

## Historique
- 1957 : la société du tunnel du Mont Blanc (STMB) et son homologue italienne SITMB sont créées pour construire le tunnel du Mont-Blanc.
- 1965 : le tunnel du Mont Blanc est inauguré par les présidents de Gaulle et Saragat et ouvert au public.
- 1968 : le gouvernement français confie à STMB la construction de « l’Autoroute Blanche », section de l’A40.
- 1973 : ouverture du premier tronçon de « l’Autoroute Blanche » entre Vallard et Bonneville (Haute-Savoie).
- 1991 : l’A401 est mise en service : c’est le dernier tronçon de « l’Autoroute Blanche ». Désormais longue de cent dix kilomètres, elle relie Châtillon-en-Michaille (désormais Valserhône) au Fayet et comporte deux ramifications vers la Suisse (Genève).
- 1996 : la STMB devient « Autoroutes et tunnel du Mont Blanc » (ATMB).
- 1999 : le 24 mars, un incendie d’une ampleur sans précédent se déclare dans le tunnel du Mont Blanc. Un monument est érigé sur la route d’accès au tunnel en mémoire des trente-neuf victimes.
- 2000 : les travaux de construction d’abris menant à une galerie d’évacuation commencent en avril. Un Groupement Européen d’Intérêt Économique franco-italien est créé pour gérer de manière unitaire le tunnel du Mont Blanc.
- 2001 : à l’issue de six mois de travaux de génie civil, la pose des équipements est lancée. Ils subiront quatre mille tests jusqu’en janvier 2002.
- 2002 : le tunnel du Mont Blanc est remis en service pour les véhicules légers puis les poids lourds.
- 2009 : après Passy en 2008, les demi-échangeurs de Sallanches et Passy sont inaugurés pour répondre aux attentes des collectivités.
- 2010 : l’État confie les 20 km de la « Route Blanche » (RN 205) à ATMB. Cette route de montagne conserve son statut de route express sans péage. ATMB investit plus de trente millions d’euros de 2010 à 2014 pour la sécurité de cet axe.
- 2014 : inauguration du centre d’exploitation autoroutier « haute qualité environnementale » de Bonneville, une première en France
- 2016 : mise en place d’un système centralisé de pilotage des équipements de sécurité au tunnel du Mont Blanc. Son déploiement a nécessité un million de tests dont douze mille en conditions réelles[9]
- 2017 : inauguration du nouveau poste de contrôle-sécurité-trafic d’ATMB à Bonneville.
- 2018 : ouverture de la première voie de covoiturage en Europe, transfrontalière et binationale, au poste de douane de Thônex-Vallard[10]
- 2018 : installation du siège social d’ATMB à Bonneville, anciennement implanté à Paris[11]
- 2018 : création du Carnet de route #Environnement[12]
- 2019 : inauguration de l’écopont de Viry[13]

## Le carnet de route #Environnement d'ATMB
ATMB a pour ambition de faire de la mobilité un secteur plus propre et durable. Aussi en 2018, elle a rassemblé l’ensemble de ses actions dans un Carnet de route #Environnement articulé autour de 8 axes : l’air, la faune, la flore, l’énergie, les déchets, le bruit, l’eau et les achats.

## Le covoiturage: une solution pour lutter contre la pollution dans la vallée de l’Arve
La lutte contre la pollution dans la vallée de l’Arve est l’une des raisons qui pousse l’entreprise à encourager la pratique du covoiturage. Elle a ouvert la première voie de covoiturage sur autoroute avec passage de douane à Thônex/Vallard. Elle propose 307 places de parking de covoiturage pour ses 130 km de réseau. ATMB vise particulièrement l’impact environnemental des déplacements domicile-travail en Haute-Savoie.

## Le rétablissement des corridors écologiques
L’entreprise travaille à rétablir les corridors biologiques rompus il y a des dizaines d’années, pour que la faune puisse vivre et se déplacer librement. La protection de la faune est l’un des huit axes du Carnet de route #Environnement. L’écopont de Viry est le premier ouvrage construit par ATMB inauguré en 2019. Un deuxième écopont a été inauguré le 29 novembre 2019 par les élèves de l’école élémentaire d’Arenthon. Un autre écopont est à l’étude à Vougy. ATMB s’entoure d’acteurs impliqués sur le territoire : les collectivités territoriales, le monde agricole, les associations naturalistes, les chasseurs, les écoles, etc.